# Atchutapuram

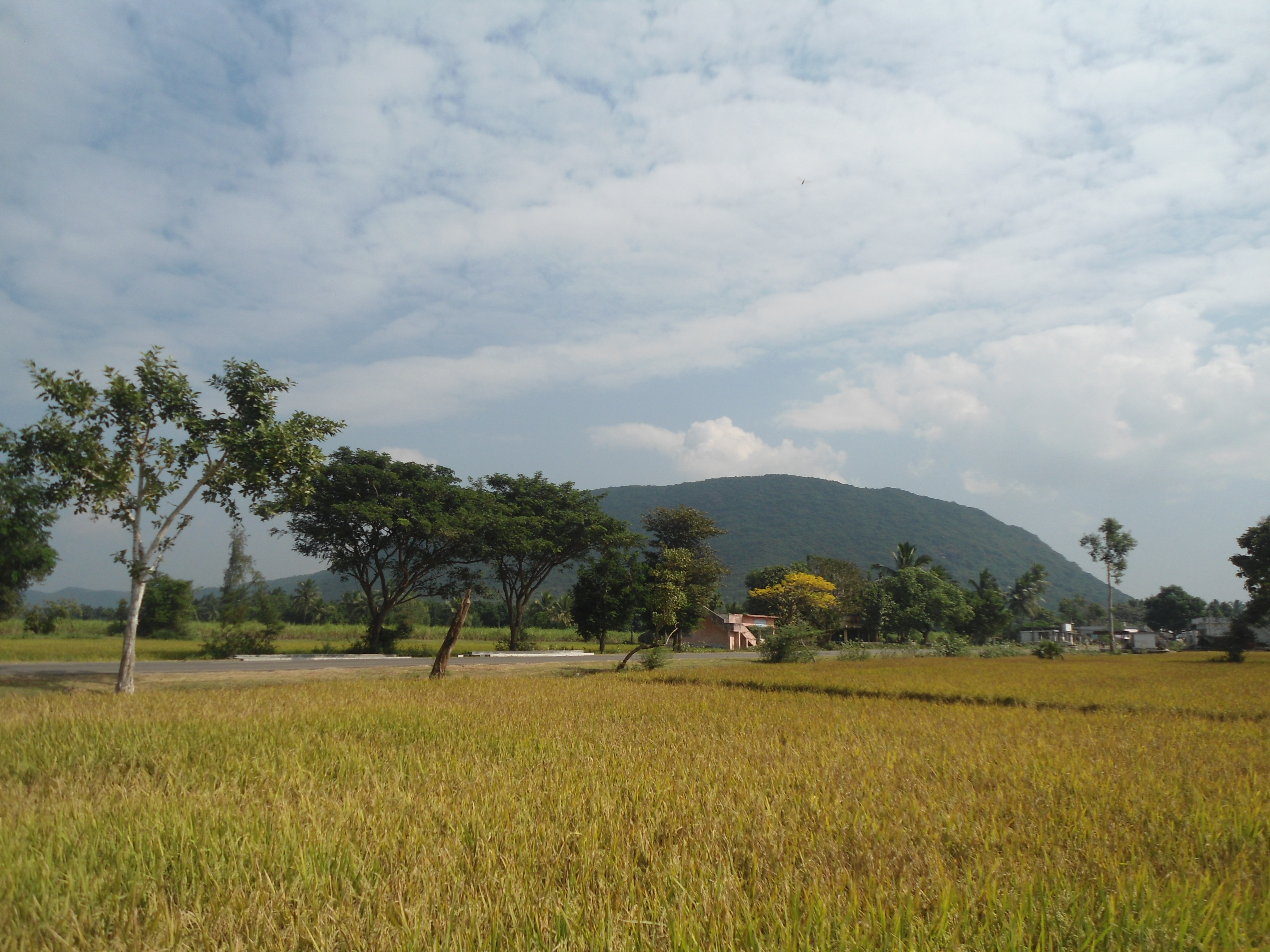
Paddy Fields at Kondakarla in Achutapuram mandal

Achutapuram là một mandal thuộc huyện Visakhapatnam, bang Andhra Pradesh.